# John Canemaker
John Canemaker, eigentlich John Cannizzaro Jr., (* 28. Mai 1943 in Waverly, New York) ist ein US-amerikanischer Animator und Sachbuchautor. Er lehrt als Professor für Animation an der Tisch School of the Arts der New York University.

## Leben
Canemaker wuchs in Elmira auf und beschäftigte sich schon früh mit Animationsfilmen. Seinen ersten Animationsfilm drehte er im Alter von 15 Jahren. Er besuchte die Notre Dame High School, die er 1961 abschloss. Anschließend ging er nach New York City, studierte Schauspiel an der American Academy of Dramatic Arts und sammelte Erfahrung als Darsteller in Off-Broadway-Stücken sowie in zwei Filmen als Stuntdouble für Dick Van Dyke. Im Jahr 1965 wurde er in die Army eingezogen und war bis 1967 als Soldat im Vietnamkrieg. Ab 1967 arbeitete Canemaker weiter an seiner Karriere als Schauspieler und trat bis 1970 in mehr als 30 Werbespots auf. Er schrieb sich 1971 am Marymount Manhattan College ein und schloss dieses 1974 mit einem B.A. in Kommunikationswissenschaft ab. An der New York University erlangte er 1976 einen Master of Fine Arts im Bereich Film.
Ein während des Studiums erhaltener Rechercheauftrag in den neueröffneten Walt Disney Studios and Archives im Jahr 1973 führten zu weiteren Nachforschungen auf dem Gebiet der Animationsfilmgeschichte. Canemaker begann, Interviews mit den Pionieren und Größen der Animationsgeschichte zu führen und ihre Geschichte für die Nachwelt zu bewahren. Unter anderen hatte er bei Disney Interviews mit den Disney’s Nine Old Men führen können. Canemaker schrieb zahlreiche Artikel mit Animationsbezug in Zeitschriften und produzierte in den 1970er-Jahren zwei Dokumentarfilme über Animatoren: Remembering Winsor McCay – seine MFA-Abschlussarbeit an der NYU – erschien 1976, Otto Messmer and Felix the Cat im darauffolgenden Jahr. Seit 1977 ist Canemaker zudem als Sachbuchautor im Bereich Animationsfilmgeschichte hervorgetreten.
Ab 1973 war Canemaker selbst als Animator aktiv und gründete 1981 mit John Canemaker Productions sein eigenes Filmstudio. Neben Kurzanimationsfilmen, die 1984 und 1998 mit Retrospektiven der Museum of Modern Art gewürdigt wurden und inzwischen Teil der Dauersammlung des MoMa sind, schuf Canemaker auch Arbeiten für Spielfilm und Fernsehen, so war er verschiedenen Animationssequenzen der Sesamstraße (u. a. Mad Goat Song) beteiligt und animierte eine Tricksequenz im Spielfilm Garp und wie er die Welt sah. Sein größter Erfolg wurde der autobiografische Kurzfilm The Moon and the Son: An Imagined Conversation aus dem Jahr 2005, für den er 2006 einen Oscar erhielt.
Canemaker begann 1980 als Dozent am Kanbar Institute of Film & Television, Tisch School of the Arts, der New York University Animation zu unterrichten. Er gründete das dortige Animationsprogramm, das er seit 1988 leitet; er ist Professor für Animation am Kanbar Institute.

## Filmografie (Auswahl)
- 1974: Greed
- 1974: The 40's
- 1975: Street Freaks
- 1976: Remembering Winsor McCay
- 1977: Otto Messmer and Felix the Cat
- 1978: Confessions of a Stardreamer
- 1981: The Wizard’s Son
- 1983: Bottom’s Dream
- 1989: You Don’t have to Die – nur Animation
- 1991: Break the Silence: Kids Speak Out Against Abuse – nur Animation
- 1993: Confessions of a Stand-Up
- 1998: Bridgehampton
- 2005: The Moon and the Son: An Imagined Conversation
- 2008: Wonder Pets!, Folge: Save the Pangaroo!/Save the Cricket! (TV-Serie)
- 2009: Chuck Jones: Memories of Childhood – als Produzent

## Publikationen
- The Animated Raggedy Ann and Andy. An Intimate Look at the Art of Animation. Its History, Techniques, and Artists. Designed by Jacques Chazaud. Bobbs-Merrill, Indianapolis IN 1977, ISBN 0-672-52329-9.
- Introduction. In: Treasures of Disney Animation Art. Abbeville Press, New York NY 1982, ISBN 0-89660-031-9.
- Winsor McCay. His Life and Art. Abbeville Press, New York NY 1987, ISBN 0-89659-687-7 (Revised and expanded edition. Harry N. Abrams, New York NY 2005, ISBN 0-8109-5941-0).
- Felix. The Twisted Tale of the World's Most Famous Cat. Pantheon Books, New York NY 1991, ISBN 0-679-72809-0.
- Tex Avery. The MGM Years, 1942–1955. Turner, Atlanta GA 1996, ISBN 1-57036-291-2.
- Before the Animation Begins. The Art and Lives of Disney Inspirational Sketch Artists. Hyperion, New York NY 1996, ISBN 0-7868-6152-5.
- Paper Dreams. The Art & Artists of Disney Storyboards. Hyperion, New York NY 1999, ISBN 0-7868-6307-2.
- Walt Disney’s Nine Old Men and the Art of Animation. Disney Editions, New York NY 2001, ISBN 0-7868-6496-6.
- The Art and Flair of Mary Blair. An Appreciation. Disney Editions, New York NY 2003, ISBN 0-7868-5391-3.
- Two Guys Named Joe. Master Animation Storytellers Joe Grant and Joe Ranft. Disney Editions, New York NY 2010, ISBN 978-1-4231-1067-5.

## Auszeichnungen
- 1984: Bottom’s Dream lief im Wettbewerb um die Goldene Palme, Bester Kurzfilm bei den Internationalen Filmfestspielen von Cannes
- 2006: Oscar, Bester animierter Kurzfilm, für The Moon and the Son: An Imagined Conversation
- 2008: Annie Awards, Winsor McCay Award für seine Verdienste um den Animationsfilm